# SAT

SAT

SAT는 비영리 시험전문회사인 칼리지 보드사가 주관하며 ETS(Educational Testing Service)가 개발하는 시험이다. 미국 대학입학시 고려하는 요소 중 하나이며 여러 개의 시험을 통칭한다. SAT의 세부 시험으로 SAT 과목별 시험(SAT Subject Test)이 있다. SAT라는 줄임말은 본래 Scholastic Aptitude Test(수학적성시험)였으나 1990년에 Scholastic Assessment Test(수학능력평가시험)으로 바뀌었으며, 현재에는 줄임말로써가 아닌 SAT 그 자체가 이름으로 쓰인다.

## 특징
매년 세계적으로 200만 명 이상이 SAT 시험을 치른다고 한다. SAT 시험은 1년에 7차례 정도 시행되는데 2월, 4월, 7월, 8월, 9월을 제외하고 거의 매달 시행된다.
SAT는 Evidence-based Reading and Writing 과 Math 로 구성되어있다. 각 800점 만점이며, 총 1600점 만점이다. 시험시간은 총 3시간 45분이다. 아시아계 학생중 아이비 리그나 그외 명문대학에 합격하는 경우, SAT Reasoning Test의 평균점수는 1500-1600점 정도이다. 하지만 미국에서는 SAT 점수만으로 대학입학여부를 가리지 않기 때문에 (SAT 점수 외에 GPA, 과외 활동, 에세이 등의 영역을 종합적으로 평가한다.) 1500점 이상 받은 지원자들도 명문대학에 입학하지 못하는 경우가 많다고 한다. 한국에서는 이 시험을 SAT Ⅰ이라는 이름으로 부르기도 한다.
SAT 외에도 ACT(American College Testing)라는 미국 대학입학시험이 있다. 예로부터 동부, 서부 학생들은 SAT를 선호해온데 비해 중부쪽은 ACT를 선호해 왔지만 이제는 모든 대학들이 둘 중 어느 성적이건 똑같이 인정하고 있는 실정이다. 일리노이, 콜로라도, 미시간 등의 6개 주에서는 ACT를 고등학교 졸업필수요건으로 만들어 대학진학여부에 상관없이 모든 학생이 ACT를 봐야한다. 2011년에는 ACT 응시자 수가 166만6017명으로, SAT 응시자 수인 166만 4479명보다 많았다.

## SAT 과목별 시험
SAT 과목별 시험(SAT Subject Test)에서는 다음 과목을 본다. SAT 과목별 시험은 2021년 공식적으로 폐지되었다.
영어
- 문학 (Literature)

역사
- 미국사 (U.S. History)
- 세계사 (World History)

수학
- 수학 I (Mathematics Level 1, 이전에는 수학 IC)
- 수학 II (Mathematics Level 2, 이전에는 수학 IIC)

과학
- 생물학 (Biology E/M, Ecological/Molecular)
- 화학 (Chemistry)
- 물리학 (Physics)

언어
- 프랑스어 (French)
- 프랑스어 LC 포함(French with Listening)
- 독일어 (German)
- 독일어 LC 포함 (German with Listening)
- 스페인어 (Spanish)
- 스페인어 LC 포함 (Spanish with Listening)
- 현대 히브리어 (Modern Hebrew)
- 이탈리아어 (Italian)
- 라틴어 (Latin)
- 중국어 LC 포함 (Chinese with Listening)

필답고사 문제지는 정체/간체, 주음부호/한어병음자모 병용)
- 일본어 LC 포함 (Japanese with Listening)
- 한국어 LC 포함 (Korean with Listening)

각 과목은 모두 800점 만점이다.

### 각 과목별 시험시간/문제 수
1. 수학 I (Mathematics Level 1) : 시험시간은 60분이며, 50문제가 출제된다.
2. 수학 II (Mathematics Level 2) : 시험시간은 60분이며, 50문제가 출제된다. (Math Level 1 보다 난이도 높음)
3. 물리학 (Physics) : 시험시간은 60분이며, 75문제가 출제된다. (계산기 사용불가)
4. 화학 (Chemistry) : 시험시간은 60분이며, 85문제가 출제된다.
5. 생물학 (Biology E/M) : 시험시간은 60분이며, 80문제가 출제된다. 다른 과목에 비해 만점자 수가 적다.
6. 문학 (Literature) : 시험시간은 60분이며, 약 60문제가 출제된다.
7. 미국사 (U.S. History) : 시험시간은 60분이며, 90문제가 출제된다.
8. 세계사 (World History) : 시험시간은 60분이며, 95문제가 출제된다.

## 시험 응시 방법

#### 인터넷
SAT를 감독하는 칼리지 보드의 홈페이지 (www.collegeboard.com)에서 등록을 할 수 있다.

#### 학교
학교마다 Guidance Counselor, 학교 생활 및 상위 학교 진학을 관리하는, 담임의 역할을 하는 교사에게 시험 안내와 안내 책자를 얻을 수 있다.

## 같이 보기
- ACT
- 대학수학능력시험